# Jawór (gromada)
Jawór (w 1954 obocznie a w latach 1970–72 oficjalnie: Jawor Solecki) – dawna gromada, czyli najmniejsza jednostka podziału terytorialnego Polskiej Rzeczypospolitej Ludowej w latach 1954–1972.
Gromady, z gromadzkimi radami narodowymi (GRN) jako organami władzy najniższego stopnia na wsi, funkcjonowały od reformy reorganizującej administrację wiejską przeprowadzonej jesienią 1954 do momentu ich zniesienia z dniem 1 stycznia 1973, tym samym wypierając organizację gminną w latach 1954–1972.
Gromadę Jawór siedzibą GRN w Jaworze (Soleckim) utworzono – jako jedną z 8759 gromad na obszarze Polski – w powiecie iłżeckim w woj. kieleckim, na mocy uchwały nr 13k/54 WRN w Kielcach z dnia 29 września 1954. W skład jednostki weszły obszary dotychczasowych gromad Aleksandrów, Jawór, Wola Jaworska, Wierzchowiska i Wyględów ze zniesionej gminy Krępa Kościelna w tymże powiecie oraz lasy państwowe nadleśnictwa Lipsko (oddziały Nr Nr 89 do 99). Dla gromady ustalono 18 członków gromadzkiej rady narodowej.
1 stycznia 1956 gromada weszła w skład nowo utworzonego powiatu lipskiego w tymże województwie.
29 lutego 1956 z gromady Jawór wyłączono oddziały Nr Nr 89–103 nadleśnictwa Lipsko, włączając je do gromady Bąkowa w tymże powiecie.
31 grudnia 1959 do gromady Jawór przyłączono wieś Janów i kolonię Wierzchowiska ze zniesionej gromady Gozdawa w tymże powiecie.
31 grudnia 1961 do gromady Jawór przyłączono wieś Gozdawa z gromady Krępa Kościelna w tymże powiecie.
1 stycznia 1970 nazwę gromady Jawor zmieniono na gromada Jawor Solecki.
Gromada przetrwała do końca 1972 roku, czyli do kolejnej reformy gminnej.